# Chhaikampar
Chhaikampar (nep. छैकम्पार) – gaun wikas samiti w zachodniej części Nepalu w strefie Gandaki w dystrykcie Gorkha. Według nepalskiego spisu powszechnego z 2001 roku liczył on 261 gospodarstw domowych i 1195 mieszkańców (648 kobiet i 547 mężczyzn).